# Kadarkút
Kadarkút là một thành phố thuộc hạt Somogy, Hungary. Thành phố này có diện tích 39,74 km², dân số năm 2010 là 2595 người, mật độ 65 người/km².